# Chantal van den Broeková-Blaaková
Chantal van den Broek-Blaak (za svobodna Blaak; * 22. října 1989) je nizozemská profesionální silniční cyklistka jezdící za UCI Women's WorldTeam SD Worx. V roce 2017 se stala mistryní světa v silničním závodu v norském Bergenu.

## Kariéra

### Juniorská kariéra
Van den Broeková-Blaaková se v letech 2006 a 2007 stala nizozemskou juniorskou šampionkou v časovce. V roce 2009 se stala mistryní Evropy v silničním závodu do 23 let a toho samého roku zaznamenala 3. místo na Ronde van Drenthe, závodu, který byl v té době součástí UCI Women's Road World Cupu.

### Profesionální kariéra
Van den Broeková-Blaaková svou profesionální kariéru začala v roce 2008 s nizozemským týmem AA-Drink Cycling Team a zůstala s ním až do zániku v roce 2012. Následně se na jednu sezónu přesunula do amerického týmu Team TIBCO–To The Top.
V roce 2014 se van den Broeková-Blaaková připojila k týmu Specialized–lululemon a vyhrála s ním svůj první závod v rámci UCI Women's Road World Cupu, Open de Suède Vårgårda.
Společně se sponzory Specialized, Lululemon Athletica a s týmovou kolegyní Evelyn Stevensovou se před sezónou 2015 van den Broeková-Blaaková přesunula do týmu Boels–Dolmans. V roce 2015 vyhrála klasiku Le Samyn des Dames.
V roce 2016 si van den Broeková-Blaaková připsala svá dosud nejvýznamnější vítězství kariéry, když vyhrála Le Samyn des Dames, Ronde van Drenthe, Gent–Wevelgem a Holland Ladies Tour.
V roce 2017 se van den Broeková-Blaaková stala mistryní světa v silničním závodu poté, co ujela vedoucí skupině 8 km před cílem. V duhovém dresu pak následující rok vyhrála klasiku Amstel Gold Race.
V roce 2019 van den Broeková-Blaaková vyhrála poprvé v kariéře klasiku Omloop Het Nieuwsblad a o rok později vyhrála svůj první monument, Kolem Flander.

## Osobní život
V říjnu 2019 si Chantal Blaaková vzala bývalého profesionálního cyklistu Larse van den Broeka.

## Hlavní výsledky
2007
Národní šampionát
 vítězka časovky juniorek
Mistrovství světa
5. místo časovka juniorek
10. místo silniční závod juniorek
2008
6. místo Ronde van Gelderland
2009
Mistrovství Evropy
 vítězka silničního závodu do 23 let
Národní šampionát
2. místo silniční závod
3. místo Grand Prix de Dottignies
4. místo Ronde van Drenthe
4. místo Omloop Het Nieuwsblad
7. místo Omloop van Borsele
Holland Ladies Tour
8. místo celkově
8. místo Trofeo Alfredo Binda-Comune di Cittiglio
10. místo Ronde van Gelderland
2010
2. místo Holland Hills Classic
5. místo Ronde van Drenthe
6. místo Kolem Flander
7. místo Open de Suède Vårgårda
Mistrovství Evropy
9. místo silniční závod do 23 let
2011
vítězka Erondegemse Pijl
Národní šampionát
3. místo silniční závod
3. místo Omloop Het Nieuwsblad
4. místo GP de Plouay
Holland Ladies Tour
5. místo celkově
6. místo Trofeo Alfredo Binda
Mistrovství Evropy
8. místo silniční závod do 23 let
Ster Zeeuwsche Eilanden
10. místo celkově
vítězka 2. etapy
2012
2. místo Ronde van Gelderland
Mistrovství světa
 3. místo týmová časovka
4. místo EPZ Omloop van Borsele
5. místo Holland Hills Classic
5. místo 7-Dorpenomloop Aalburg
Energiewacht Tour
8. místo celkově
2013
3. místo Chrono Gatineau
5. místo Trofeo Alfredo Binda
7. místo Omloop Het Nieuwsblad
7. místo Grand Prix cycliste de Gatineau
Holland Ladies Tour
8. místo celkově
Belgium Tour
9. místo celkově
2014
Mistrovství světa
 vítězka týmové časovky
vítězka Drentse 8
vítězka Open de Suède Vårgårda TTT
vítězka Open de Suède Vårgårda
Energiewacht Tour
vítězka 5. etapy
4. místo Ronde van Drenthe
5. místo Novilon EDR Cup
7. místo Ronde van Overijssel
2015
vítězka Le Samyn des Dames
vítězka RaboRonde Heerlen
Emakumeen Euskal Bira
vítězka 3. etapy
Mistrovství světa
 2. místo týmová časovka
2. místo Omloop van het Hageland
Národní šampionát
3. místo časovka
3. místo Crescent Women World Cup Vårgårda TTT
4. místo Omloop Het Nieuwsblad
EPZ Omloop van Borsele
4. místo časovka
5. místo Gooik–Geraardsbergen–Gooik
6. místo Holland Hills Classic
9. místo Kolem Flander
9. místo Ronde van Overijssel
2016
Mistrovství světa
 vítězka týmové časovky
Holland Ladies Tour
 celkový vítěz
vítěz 2. etapy (TTT)
vítězka Le Samyn des Dames
vítězka Ronde van Drenthe
vítězka Gent–Wevelgem
vítězka Crescent Vårgårda UCI Women's WorldTour TTT
Energiewacht Tour
vítězka 1. (TTT) a 2. etapy
Národní šampionát
2. místo časovka
2. místo Omloop Het Nieuwsblad
3. místo Kolem Flander
3. místo Crescent Vårgårda UCI Women's WorldTour
4. místo Madrid Challenge by La Vuelta
5. místo Gooik–Geraardsbergen–Gooik
6. místo Omloop van Borsele
2017
Mistrovství světa
 vítězka silničního závodu
 2. místo týmová časovka
Národní šampionát
 vítězka silničního závodu
vítězka Crescent Vårgårda UCI Women's WorldTour TTT
Healthy Ageing Tour
vítězka 2. (TTT) a 4. etapy
Giro Rosa
vítězka 1. etapy (TTT)
2. místo Omloop Het Nieuwsblad
3. místo Kolem Flander
4. místo Trofeo Alfredo Binda
Holland Ladies Tour
6. místo celkově
8. místo Gent–Wevelgem
9. místo Ronde van Drenthe
2018
Národní šampionát
 vítězka silničního závodu
vítězka Amstel Gold Race
vítězka Crescent Vårgårda UCI Women's WorldTour TTT
Holland Ladies Tour
vítězka 5. etapy
Mistrovství světa
 2. místo týmová časovka
Healthy Ageing Tour
2. místo celkově
vítězka etap 3b (TTT) a 4
2. místo Trofeo Alfredo Binda
4. místo Strade Bianche
5. místo Kolem Flander
2019
vítězka Omloop Het Nieuwsblad
Evropské hry
 2. místo časovka
2. místo Ronde van Drenthe
7. místo Kolem Flander
10. místo Strade Bianche
2020
vítězka Le Samyn des Dames
vítězka Kolem Flander
Mistrovství Evropy
4. místo silniční závod
4. místo Omloop Het Nieuwsblad
2021
Holland Ladies Tour
 celková vítězka
vítězka Strade Bianche
vítězka Dwars door het Hageland
vítězka Drentse Acht van Westerveld
10. místo Paříž–Roubaix

### Výsledky na etapových závodech
| Výsledky na Grand Tours |      |      |      |      |      |      |      |      |      |      |      |      |
| Grand Tour              | 2010 | 2011 | 2012 | 2013 | 2014 | 2015 | 2016 | 2017 | 2018 | 2019 | 2020 | 2021 |
| Giro Rosa               | 62   | 43   | —    | —    | 38   | 49   | —    | 40   | 50   | —    | 18   | DNF  |

### Výsledky na klasikách
| Monument               | 2008      | 2009      | 2010      | 2011      | 2012      | 2013      | 2014      | 2015      | 2016      | 2017      | 2018      | 2019      | 2020      | 2021      |
| ---------------------- | --------- | --------- | --------- | --------- | --------- | --------- | --------- | --------- | --------- | --------- | --------- | --------- | --------- | --------- |
| Kolem Flander          | DNF       | 34        | 6         | 24        | 27        | 40        | 27        | 9         | 3         | 3         | 5         | 7         | 1         | 19        |
| Paříž–Roubaix          | Nejelo se | Nejelo se | Nejelo se | Nejelo se | Nejelo se | Nejelo se | Nejelo se | Nejelo se | Nejelo se | Nejelo se | Nejelo se | Nejelo se | Nejelo se | 10        |
| Lutych–Bastogne–Lutych | Nejelo se | Nejelo se | Nejelo se | Nejelo se | Nejelo se | Nejelo se | Nejelo se | Nejelo se | Nejelo se | 35        | 43        | 45        | 24        | 29        |
| Klasika                | 2008      | 2009      | 2010      | 2011      | 2012      | 2013      | 2014      | 2015      | 2016      | 2017      | 2018      | 2019      | 2020      | 2021      |
| Omloop Het Nieuwsblad  | 64        | 4         | 25        | 3         | 28        | 7         | DNF       | 4         | 2         | 2         | 15        | 1         | 4         | 11        |
| Strade Bianche         | Nejelo se | Nejelo se | Nejelo se | Nejelo se | Nejelo se | Nejelo se | Nejelo se | —         | —         | —         | 4         | 10        | 29        | 1         |
| Ronde van Drenthe      | 59        | 3         | 5         | 55        | 19        | DNF       | 4         | 26        | 1         | 9         | 62        | 2         | NS        | 21        |
| Trofeo Alfredo Binda   | —         | 8         | 59        | 6         | 68        | 5         | 27        | 32        | 12        | 4         | 2         | 11        | NS        | 31        |
| Gent–Wevelgem          | NS        | NS        | NS        | NS        | —         | —         | —         | —         | 1         | 8         | 31        | 71        | —         | —         |
| Amstel Gold Race       | NS        | NS        | NS        | NS        | NS        | NS        | NS        | NS        | NS        | 11        | 1         | 43        | NS        | 52        |
| Valonský šíp           | —         | 43        | 36        | 48        | —         | —         | —         | —         | —         | —         | —         | DNF       | 21        | —         |
| GP de Plouay           | —         | 26        | 11        | 4         | 52        | 35        | —         | —         | —         | —         | —         | 57        | 45        | —         |
| Open de Suède Vårgårda | DNF       | DNF       | 7         | 52        | —         | 47        | 1         | 27        | 3         | 34        | 44        | —         | Nejelo se | Nejelo se |

### Výsledky na šampionátech
| Akce               | Akce           | 2008      | 2009      | 2010      | 2011      | 2012      | 2013      | 2014      | 2015      | 2016      | 2017      | 2018      | 2019 | 2020      | 2021      |
| ------------------ | -------------- | --------- | --------- | --------- | --------- | --------- | --------- | --------- | --------- | --------- | --------- | --------- | ---- | --------- | --------- |
| Mistrovství světa  | Časovka        | —         | —         | —         | —         | —         | —         | 13        | —         | —         | —         | —         | —    | —         | —         |
| Mistrovství světa  | Silniční závod | —         | 23        | DNF       | 98        | —         | —         | 17        | 61        | 50        | 1         | 44        | 43   | 12        | 32        |
| Mistrovství Evropy | Silniční závod | Nejelo se | Nejelo se | Nejelo se | Nejelo se | Nejelo se | Nejelo se | Nejelo se | Nejelo se | 45        | 62        | 23        | 28   | 4         | DNF       |
| Evropské hry       | Časovka        | Nejelo se | Nejelo se | Nejelo se | Nejelo se | Nejelo se | Nejelo se | Nejelo se | —         | Nejelo se | Nejelo se | Nejelo se | 2    | Nejelo se | Nejelo se |
| Evropské hry       | Silniční závod | Nejelo se | Nejelo se | Nejelo se | Nejelo se | Nejelo se | Nejelo se | Nejelo se | DNF       | Nejelo se | Nejelo se | Nejelo se | 66   | Nejelo se | Nejelo se |
| Národní šampionát  | Časovka        | 11        | 9         | 10        | —         | —         | 9         | 4         | 3         | 2         | 6         | 5         | —    | NS        | —         |
| Národní šampionát  | Silniční závod | 42        | 2         | 11        | 3         | —         | 26        | 19        | 10        | 34        | 1         | 1         | 13   | 7         | 41        |

| —   | Nezúčastnila se |
| DNF | Nedokončila     |
| NS  | Nejelo se       |